# Frank John Kerr
Frank John Kerr (* 8. Januar 1918 in St Albans, England; † 15. September 2000 in Silver Spring, Maryland) war ein australischer Astronom, der dazu beitrug, die Struktur der Milchstraße besser zu verstehen.
Kerr wurde als Kind australischer Eltern in St. Albans in England geboren. 1940 war Kerr Mitglied der Commonwealth Scientific and Industrial Research Organisation (CSIRO) in Sydney Australien.
Kerr studierte Physik an der University of Melbourne und erhielt seinen MA in Astronomie von der Harvard University im Jahre 1951.b
In Australien 1951 benutzte Kerr ein speziell gebautes 36-Fuß-Teleskop und kartierte die Magellanschen Wolken. Dabei entdeckt er neutralen Wasserstoff und einen Halo um beide Wolken. Von 1954 bis 1955 war Kerr ein Mitglied einer Gruppe die die Rotation der Magellanschen Wolken und ihre Massen bestimmten. Über die Jahre hinweg arbeitete er mit mehreren bekannten Astronomen zusammen, unter ihnen Colin Stanley Gum und Gart Westerhout.
Von 1966 bis 1968 hatte er zuerst eine Gastprofessur, anschließend bis zu seiner Emeritierung 1987 eine Professur an der University of Maryland, College Park inne.